# Pricilla de Oliveira Azevedo
Pricilla de Oliveira Azevedo  est une officier de police brésilienne, très active dans la pacification de Rio de Janeiro. Née aux alentours de 1989, elle est élevée à Laranjeiras, un quartier de Rio de Janeiro.

## Biographie
En 1998, elle rejoint la Police militaire de l'État de Rio de Janeiro (en) et en 2000, elle commence à travailler dans les opérations de répression de rue. En 2007, elle est enlevée et torturée mais elle parvient à s'échapper et à faire arrêter trois de ses ravisseurs. En 2008, elle est chargée de la première Unité de Police Pacificatrice (UPP), à Rio de Janeiro, dans la favela de Santa Marta. 
En janvier 2014, elle est nommée au commandement de l'UPP de Rocinha : son prédécesseur ainsi que 13 officiers sont accusés d'être impliqués dans la torture et l'assassinat d'Amarildo de Souza, un maçon, vu pour la dernière fois au siège de la Police,.
En 2012, Pricilla de Oliveira Azevedo reçoit du département d'État des États-Unis, le prix international de la femme de courage pour son courage et son intégrité. Le magazine Veja, la désigne défenseuse de la ville.

## Sources
- (en) Cet article est partiellement ou en totalité issu de l’article de Wikipédia en anglais intitulé « Pricilla de Oliveira Azevedo » (voir la liste des auteurs).